# Blod på tanden
Blod på tanden (originaltitel: Innocent Blood) er en amerikansk komediefilm fra 1992 i vampyrfilmgenren instrueret af John Landis efter manuskript af Michael Wolk. Filmens hovedrolle som den smukke franske vampyr Marie spilles af Anne Parillaud. 
Filmen foregår i Pittsburgh, hvor vampyren Marie suger blod fra de lokale gangstere. 

## Medvirkende
- Anne Parillaud som Marie
- Robert Loggia som Salvatore "Sal the Shark" Macelli
- Anthony LaPaglia som Detective Joseph Gennaro
- Don Rickles som Manny Bergman
- Elaine Kagan som Frannie Bergman
- David Proval som Lenny
- Rocco Sisto som Gilly
- Chazz Palminteri som Tony Silva
- Kim Coates som Ray
- Marshall Bell som Detective Marsh
- Linnea Quigley som Nurse Nancy Smith
- Tony Sirico som Jacko
- Tony Lip som Frank
- Luis Guzmán som Detective Steve Morales
- Angela Bassett som U.S. Attorney Barbara Sinclair
- Leo Burmester som Detective Dave Finton
- Rohn Thomas som retsmediciner
- Frank Oz som patolog
- Tom Savini som nyhedsfotograf
- Sam Raimi
- Forrest J. Ackerman
- Dario Argento
- Yancey Arias
- Ron Roth som Gus
- Vic Noto som Tommy
- Jerry Lyden som Vinnie